# Canistrum
Canistrum (лат.) — род растений семейства Бромелиевые (Bromeliaceae), естественным образом произрастающий на северо-востоке и юго-востоке Бразилии.

## Название
Родовое название Canistrum происходит от греческого слова kanistron, что означает «корзина, которую носят на голове»[уточнить].

## Ботаническое описание
Многолетние эпифитные травянистые растения. Листья собраны в розетку и вооружены шипами. Стебель выраженный.

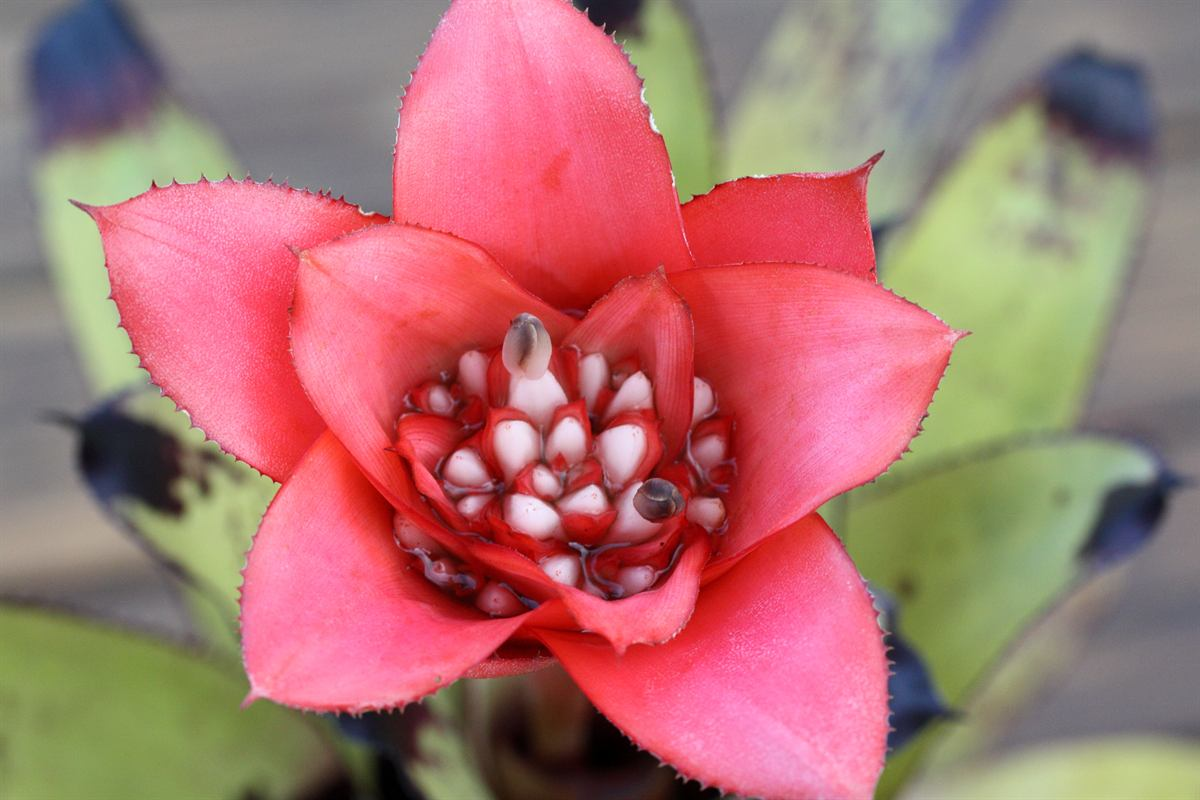
Canistrum montanum

Соцветие сложное, густое, щитковидное, с прицветниками, которые покрывают всё, кроме верхушек цветков. Цветки на коротких ножках или почти сидячие, обоеполые. Чашелистики свободные или почти свободные; лепестки с придатками. Тычинки погружены в цветок; пыльца имеет две или более пор; завязь полностью нижняя; семяпочки многочисленные, тупые или короткохвостые. Плоды незначительно увеличены из завязи; семена многочисленные, веретеновидные.

## Таксономия
Canistrum É.Morren, первое упоминание в Ann. Hort. Belge Étrangère 23: 257 (1873).

### Синонимы
- Mosenia Lindm.

### Виды
Согласно данным сайта WFO Plant List на июнь 2024 года, род состоит из 16 видов:
- Canistrum alagoanum Leme & J.A.Siqueira
- Canistrum aurantiacum É.Morren
- Canistrum auratum Leme
- Canistrum camacaense Martinelli & Leme
- Canistrum camacaensis Martinelli & Leme
- Canistrum fosterianum L.B.Sm.
- Canistrum guzmanioides Leme
- Canistrum improcerum Leme & J.A.Siqueira
- Canistrum lanigerum H.Luther & Leme
- Canistrum montanum Leme
- Canistrum paulistanum (Leme) Wand. & S.E.Martins
- Canistrum pickelii (Andrade-Lima & L.B.Sm.) Leme & J.A.Siqueira
- Canistrum sandrae Leme
- Canistrum seidelianum W.Weber
- Canistrum tenuisepalum (Leme)
- Canistrum triangulare L.B.Sm. & Reitz